# The Wraith: Shangri-La
The Wraith: Shangri-La — восьмой студийный альбом Insane Clown Posse, выпущенный 5 ноября 2002 года на Psychopathic Records. Диск записывался на разных музыкальных студиях США. Вместе со следующим альбомом Hell’s Pit он представляет заключительную, шестую джокер-карту из саги Dark Carnival. Тексты песен описывают Призрака, обитающего на небе.
The Wraith: Shangri-La первый альбомом группы, который не был спродюсирован их постоянным продюсером Майком Э. Кларком. В качестве гостей на альбоме выступили такие исполнители, как Jumpsteady, Anybody Killa, Zug Izland, Blaze Ya Dead Homie, Twiztid и Esham. Альбом был выпущен также в формате DVD-Audio. Он дебютировал на 15-м месте в чарте журнала Billboard и в 2010 году стал золотым.

## Об альбоме
Альбом первая часть шестой джокер-карты из саги Dark Carnival, которую Insane Clown Posse начали в 1991 году. Существа, изображённые на джокер-картах являются судьями в царстве мёртвых, каждая карта — это определённый урок в жизни, рассказывающий о грехах людей. Первоначально The Wraith: Shangri-La должен был стать последним альбомом саги, но позже одна джокер-карта была разделена на два альбома: Shangri-La и Hell’s Pit.
На момент выпуска пятого джокера, The Amazing Jeckel Brothers, «клоуны» были подписаны на Island Records, но группа не хотела выпускать шестого джокера на этом лейбле, хотя по контракту на этом лейбле группа была обязана выпустить ещё два альбома. В результате ICP выпустили двойной альбом Bizzar/Bizaar. После возвращения на свой собственный лейбл, Psychopathic, в 2001 году группа отправилась в турне Hatchet Rising.

## Список композиций
| №                   | Название                          | Текст песни                             | Музыка                       | Исполнитель                                                        | Длительность |
| ------------------- | --------------------------------- | --------------------------------------- | ---------------------------- | ------------------------------------------------------------------ | ------------ |
| 1.                  | «Thy Intro/Walk Into Thy Light»   | Jumpsteady, Violent J and Shaggy 2 Dope | Mike Puwal                   | Jumpsteady, Mike Puwal, Violent J and Shaggy 2 Dope                | 5:11         |
| 2.                  | «Welcome To Thy Show»             | ICP                                     | Mike Puwal                   | ICP and Mike Puwal                                                 | 3:12         |
| 3.                  | «Get Ya Wicked On»                | ICP                                     | Mike Puwal                   | ICP and Mike Puwal                                                 | 1:47         |
| 4.                  | «Murder Rap»                      | ICP                                     | Mike Puwal and Above the Law | ICP and Mike Puwal                                                 | 2:32         |
| 5.                  | «Birthday Bitches»                | ICP and Anybody Killa                   | Mike Puwal                   | ICP, Mike Puwal and Anybody Killa                                  | 1:18         |
| 6.                  | «Blaaam!!!»                       | ICP                                     | Mike Puwal                   | ICP, Mike Puwal and Lil' Pig                                       | 3:39         |
| 7.                  | «It Rains Diamonds/Bitch Slappaz» | ICP and Blaze Ya Dead Homie             | Mike Puwal                   | ICP, Anybody Killa, Jumpsteady, Mike Puwal and Blaze Ya Dead Homie | 5:26         |
| 8.                  | «Thy Staleness»                   | ICP                                     | Mike Puwal                   | ICP, Mike Puwal, Syn, Legs Diamond and Lil' Pig                    | 3:58         |
| 9.                  | «Hell's Forecast»                 | ICP                                     | Mike Puwal                   | ICP and Mike Puwal                                                 | 2:58         |
| 10.                 | «Homies»                          | ICP, Twiztid and Anybody Killa          | Mike Puwal                   | ICP, Twiztid, Anybody Killa, Mike Puwal, Syn and Lil' Pig          | 4:32         |
| 11.                 | «Ain't Yo Bidness/Soopa Villains» | ICP and Esham                           | Mike Puwal                   | ICP, Syn, Mike Puwal and Esham                                     | 4:49         |
| 12.                 | «We Belong»                       | ICP                                     | Mike Puwal                   | ICP, Anybody Killa and Mike Puwal                                  | 2:44         |
| 13.                 | «Cotton Candy & Popsicles»        | ICP                                     | Zug Izland                   | ICP and Zug Izland                                                 | 3:42         |
| 14.                 | «Crossing Thy Bridge»             | ICP                                     | Mike Puwal                   | ICP, Mike Puwal and Lil' Pig                                       | 4:14         |
| 15.                 | «Thy Raven's Mirror»              | ICP                                     | Mike Puwal                   | ICP, Legs Diamond and Mike Puwal                                   | 2:59         |
| 16.                 | «Thy Wraith»                      | ICP                                     | Mike Puwal                   | ICP and Mike Puwal                                                 | 3:33         |
| 17.                 | «Thy Unveiling»                   | ICP                                     | Mike Puwal                   | ICP, Lil' Pig, Anybody Killa, Legs Diamond, Syn and Mike Puwal     | 7:37         |
| Общая длительность: | Общая длительность:               | Общая длительность:                     | Общая длительность:          | Общая длительность:                                                | 64:19        |

## В записи участвовали
| Вокал - Violent J — Обложка, вокал - Shaggy 2 Dope — вокал - Anybody Killa — вокал - Blaze Ya Dead Homie — вокал - Esham — аранжировщик, продюсер, вокал - Jumpsteady — вокал - Rich «Legs Diamond» Меррелл — вокал - Lil Pig — ударные, вокал - Twiztid — вокал - Zug Izland — вокал | Другие - Гари Арнетт — дизайн, редактирования изображений - Том Бейкер — мастеринг - Уильям Чарли — Редактирование изображений - Майк Puwal — инженер |

## Чарты
| Чарт (2002)              | Высшая позиция |
| ------------------------ | -------------- |
| Billboard 200            | 15             |
| Топ независимых альбомов | 1              |